# 大邱達西警察署
大邱達西警察署（テグタルソけいさつしょ）は、大邱地方警察庁所管の警察署である。

## 管轄区域
- 達西区（大邱城西警察署管轄区域を除く）

## 沿革
- 1990年10月5日 - 開署
- 2005年11月15日 - 大邱城西警察署開署に伴い、頭流洞、聖堂洞、甘三洞、竹田洞、長基洞、龍山洞、梨谷洞、新塘洞、本里洞を移管。

## 組織
- 警務課
- 生活安全課
- 刑事課
- 捜査課
- 情報保安課
- 警備交通課
- 女性青少年課

## 管轄地区隊
- 松峴地区隊
- 上仁地区隊
- 月背地区隊

## 管轄派出所
- 月城派出所

## 管轄治安センター
- 松峴1治安センター
- 上仁2治安センター
- 上仁3治安センター
- 桃源治安センター
- 流川治安センター